# Котанян, Микаел Хачикович
Микаел Хачикович Котанян (арм. Միքայել Խաչիկի Քոթանյան, 1 сентября 1927, Талин, Армянская ССР — 27 октября 1999, Ереван, Армения) — армянский научный, общественный и политический деятель. Погиб в результате террористического акта.
- 1950 — окончил Ереванский государственный университет. Доктор экономических наук (1972), профессор (1978), академик (1986, чл.-корр. 1977).
- 1950—1951 — работал в главном отделе «Армэнерго» финансистом.
- 1954—1960 — преподавал в партийной школе ЦК КПА.
- 1960—1964 — главный редактор журнала «Народная экономика Армении».
- 1965—1972 — заведующий отделом, заместитель директор (1972—1983), директор (1987—1999) института экономики НАН Армении.
- 1954—1979 — преподавал в различных вузах г. Еревана.
- 1992 — член Международного союза экономистов (Москва).
- 30 мая 1999 — избран депутатом парламента. Член постоянной комиссии по финансово-бюджетным, кредитным и экономическим вопросам. Член политсовета НПА.
- Указом президента от 27 декабря 1999 за значительные заслуги перед родиной посмертно награждён медалью Мовсеса Хоренаци.